# Jokijärvi (sjö i Egentliga Tavastland)
Jokijärvi är en sjö i Finland. Den ligger i kommunen Tavastehus i landskapet Egentliga Tavastland, i den södra delen av landet, 120 km norr om huvudstaden Helsingfors. Jokijärvi ligger 84,3 meter över havet. I omgivningarna runt Jokijärvi växer i huvudsak blandskog. Arean är 69,8 hektar och strandlinjen är 5,12 kilometer lång. Sjön  ingår i Kumo älvs huvudavrinningsområde. 